# Wesley (Dominique)
Pour les articles homonymes, voir Wesley.
Wesley est une ville de la Dominique, située dans la paroisse de Saint-Andrew.